# Mistrovství Evropy v krasobruslení 2011
Mistrovství Evropy v krasobruslení 2011 pořádalo švýcarské hlavní město Bern v období od 24. do 30. ledna. Soutěže probíhaly v aréně PostFinance ve čtyřech kategoriích – muži, ženy, sportovní dvojice a taneční páry. Šampionátu se mohli účastnit krasobruslaři registrovaní v evropských národních svazech, kteří k 1. červenci 2010 dovršili minimální hranici 15 let věku. O počtu účastníku z jednotlivých států rozhodlo umístění na předešlém mistrovství Evropy.

## Program
| Datum              | Čas/Událost                                                                                           |
| ------------------ | --- |
| Neděle, 23. ledna  | 1. oficiální trénink                                                                                  |
| Pondělí, 24. ledna | 12:00 h Taneční páry: kvalifikace - volný tanec 16:00 h Muži: kvalifikace - volná jízda               |
| Úterý, 25. ledna   | 10:00 h Ženy: kvalifikace – volná jízda                                                               |
| Středa, 26. ledna  | 14:30 h Taneční páry: krátký tanec 18:30 h Zahájení na ledě 19:30 h Sportovní dvojice: krátký program |
| Čtvrtek, 27. ledna | 14:00 h Muži: krátký program 19:30 h Sportovní dvojice: volná jízda                                   |
| Pátek, 28. ledna   | 14:00 h Ženy: krátký program 19:15 h Taneční páry: volný tanec                                        |
| Sobota, 29. ledna  | 13:00 h Ženy: volná jízda 18:30 h Muži: volná jízda                                                   |
| Neděle, 30. ledna  | 14:30 h Exhibice                                                                                      |

Média
Mistrovství Evropy vysílal veřejnoprávní program ČT4. Komentoval jej Miroslav Langer a spolukomentovala Kateřina Kamberská.

## Právo na více závodníků na ME 2011
Následující státy měly právo nasadit na Mistrovství Evropy 2011 více než jednoho krasobruslaře v dané disciplíně, na základě dosažených bodových výsledků z předešlého ročníku soutěže.
| Počet | Muži                                                | Ženy                                     | Sportovní dvojice                                    | Taneční páry                                        |
| ----- | --------------------------------------------------- | ---------------------------------------- | ---------------------------------------------------- | --------------------------------------------------- |
| 3     | Francie Švýcarsko                                   | Finsko Itálie                            | Německo Rusko                                        | Itálie Rusko                                        |
| 2     | Belgie Česko Německo Itálie Rusko Španělsko Švédsko | Estonsko Gruzie Maďarsko Rusko Švýcarsko | Francie Itálie Švýcarsko Ukrajina Spojené království | Francie Maďarsko Izrael Ukrajina Spojené království |

## Výsledky

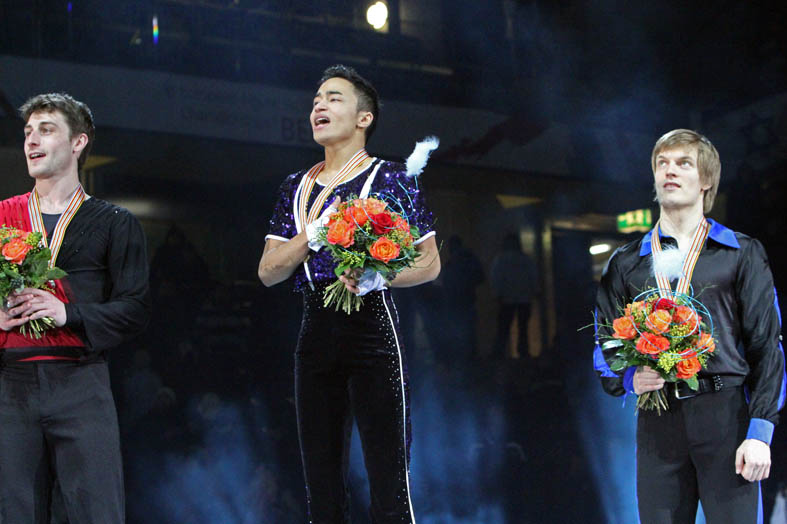
Medailisté: Brian Joubert • Florent Amodio • Tomáš Verner

Legenda
- KP – krátký program
- VJ – volné jízdy
- CH – celkové hodnocení
- WD – odstoupení
- PR – umístění v kvalifikaci
- KT – volný tanec
- VT – krátký tanec

### Muži
Naposledy na mistrovství Evropy 1961 v Berlíně stanuli na prvních dvou příčkách francouzští krasobruslaři Alain Giletti a Alain Calmat.
| Pořadí                                          | Jméno                 | Stát                | CH     | PR | KP       | VJ        |
| ----------------------------------------------- | --------------------- | ------------------- | ------ | -- | -------- | --------- |
| 1                                               | Florent Amodio        | Francie             | 226.86 |    | 1 78.11  | 3 148.75  |
| 2                                               | Brian Joubert         | Francie             | 223.01 |    | 7 70.44  | 1 152.57  |
| 3                                               | Tomáš Verner          | Česko               | 222.60 |    | 5 72.91  | 2 149.69  |
| 4                                               | Kevin van der Perren  | Belgie              | 216.59 |    | 4 73.61  | 5 142.98  |
| 5                                               | Artur Gačinskij       | Rusko               | 216.07 |    | 3 73.76  | 6 142.31  |
| 6                                               | Samuel Contesti       | Itálie              | 204.88 |    | 6 72.78  | 9 132.10  |
| 7                                               | Konstantin Menšov     | Rusko               | 202.62 |    | 14 58.82 | 4 143.80  |
| 8                                               | Michal Březina        | Česko               | 201.39 |    | 2 76.13  | 10 125.26 |
| 9                                               | Javier Fernández      | Španělsko           | 199.65 |    | 11 60.48 | 7 139.17  |
| 10                                              | Alban Préaubert       | Francie             | 196.15 |    | 10 63.77 | 8 132.38  |
| 11                                              | Peter Liebers         | Německo             | 189.00 |    | 9 64.53  | 11 124.47 |
| 12                                              | Paolo Bacchini        | Itálie              | 178.34 |    | 12 59.39 | 13 118.95 |
| 13                                              | Adrian Schultheiss    | Švédsko             | 178.19 |    | 15 58.36 | 12 119.83 |
| 14                                              | Kristoffer Berntsson  | Švédsko             | 172.58 |    | 8 66.62  | 21 105.96 |
| 15                                              | Anton Kovalevski      | Ukrajina            | 169.33 |    | 19 53.47 | 14 115.86 |
| 16                                              | Jorik Hendrickx       | Belgie              | 168.39 | 1  | 13 59.14 | 19 109.25 |
| 17                                              | Kim Lucine            | Monako              | 167.97 | 2  | 20 52.56 | 15 115.41 |
| 18                                              | Viktor Pfeifer        | Rakousko            | 164.83 |    | 17 55.70 | 20 109.13 |
| 19                                              | Javier Raya           | Španělsko           | 164.68 | 5  | 21 51.98 | 17 112.70 |
| 20                                              | Denis Wieczorek       | Německo             | 163.60 | 3  | 22 50.62 | 16 112.98 |
| 21                                              | Zoltán Kelemen        | Rumunsko            | 160.50 | 4  | 23 50.38 | 18 110.12 |
| 22                                              | Laurent Alvarez       | Švýcarsko           | 159.45 |    | 16 56.64 | 23 102.81 |
| 23                                              | Maxim Šipov           | Izrael              | 158.28 | 8  | 18 53.99 | 22 104.29 |
| 24                                              | Stéphane Walker       | Švýcarsko           | 137.64 | 10 | 24 49.74 | 24 87.90  |
| Nepostoupili do volných jízd                    |                       |                     |        |    |          |           |
| 25                                              | Maciej Cieplucha      | Polsko              | 49.33  | 9  | 25       |           |
| 26                                              | Moris Pfeifhofer      | Švýcarsko           | 46.93  | 6  | 26       |           |
| 27                                              | Ali Demirboga         | Turecko             | 42.09  | 11 | 27       |           |
| 28                                              | Justus Strid          | Dánsko              | 41.84  | 7  | 27       |           |
| Nepostoupili z kvalifikace do krátkého programu |                       |                     |        |    |          |           |
| 29                                              | David Richardson      | Spojené království  |        | 12 |          |           |
| 30                                              | Tigran Vardanjan      | Maďarsko            |        | 13 |          |           |
| 31                                              | Damjan Ostojič        | Bosna a Hercegovina |        | 14 |          |           |
| 32                                              | Jakub Strobl          | Slovensko           |        | 15 |          |           |
| 33                                              | Valtter Virtanen      | Finsko              |        | 16 |          |           |
| 34                                              | Saulius Ambrulevičius | Litva               |        | 17 |          |           |
| 35                                              | Michail Karaljuk      | Bělorusko           |        | 18 |          |           |
| 36                                              | Boyito Mulder         | Nizozemsko          |        | 19 |          |           |
| 37                                              | Georgi Kenchadze      | Bulharsko           |        | 20 |          |           |
| WD                                              | Viktor Romaněnkov     | Estonsko            |        |    |          |           |

### Ženy

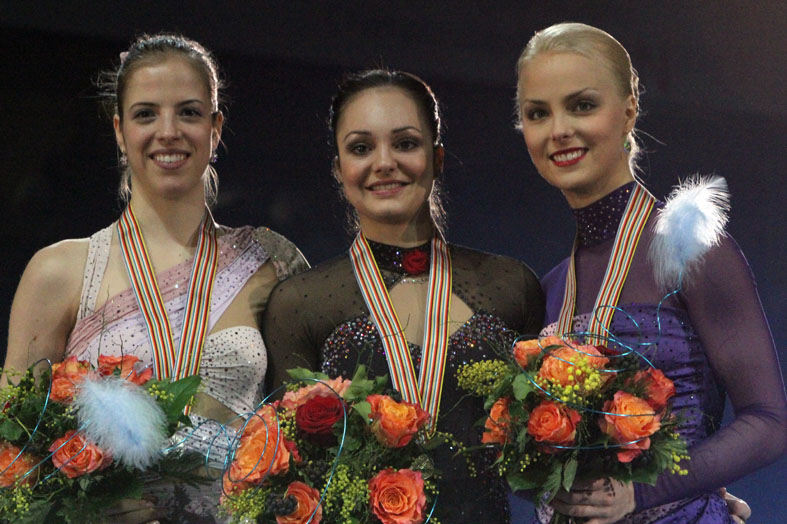
Medailistky: Carolina Kostnerová • Sarah Meierová • Kiira Korpiová

| Pořadí                                          | Jméno                  | Stát               | CH     | PR | KP       | VJ       |
| ----------------------------------------------- | ---------------------- | ------------------ | ------ | -- | -------- | -------- |
| 1                                               | Sarah Meierová         | Švýcarsko          | 170.60 |    | 3 58.56  | 2 112.04 |
| 2                                               | Carolina Kostnerová    | Itálie             | 168.54 |    | 6 53.17  | 1 115.37 |
| 3                                               | Kiira Korpiová         | Finsko             | 166.40 |    | 1 63.50  | 4 102.90 |
| 4                                               | Xenia Makarovová       | Rusko              | 162.04 |    | 2 60.35  | 5 101.69 |
| 5                                               | Alena Leonovová        | Rusko              | 154.31 |    | 13 48.40 | 3 105.91 |
| 6                                               | Viktoria Helgessonová  | Švédsko            | 151.66 |    | 4 54.70  | 7 96.96  |
| 7                                               | Ira Vannutová          | Belgie             | 150.66 | 1  | 10 50.90 | 6 99.76  |
| 8                                               | Elene Gedevanišviliová | Gruzie             | 147.96 |    | 5 53.68  | 8 94.28  |
| 9                                               | Maé Bérénice Méitéová  | Francie            | 138.74 | 2  | 7 51.61  | 10 87.13 |
| 10                                              | Valentina Marcheiová   | Itálie             | 137.44 |    | 8 51.24  | 14 86.20 |
| 11                                              | Sarah Heckenová        | Německo            | 137.43 |    | 9 51.12  | 12 86.31 |
| 12                                              | Sonia Lafuenteová      | Španělsko          | 135.82 |    | 11 49.10 | 11 86.72 |
| 13                                              | Gerli Liinamäeová      | Estonsko           | 133.73 |    | 16 44.07 | 9 89.66  |
| 14                                              | Jenna McCorkellová     | Spojené království | 132.15 |    | 12 48.65 | 15 83.50 |
| 15                                              | Juulia Turkkilová      | Finsko             | 131.38 |    | 14 45.17 | 13 86.21 |
| 16                                              | Romy Bühlerová         | Švýcarsko          | 122.33 | 4  | 15 44.42 | 17 77.91 |
| 17                                              | Karina Johnsonová      | Dánsko             | 121.63 | 6  | 24 38.30 | 16 83.33 |
| 18                                              | Světlana Issakovová    | Estonsko           | 118.44 | 5  | 18 42.30 | 18 76.14 |
| 19                                              | Viktória Pavuková      | Maďarsko           | 112.70 |    | 19 42.18 | 21 70.52 |
| 20                                              | Daša Grmová            | Slovinsko          | 112.54 |    | 21 38.97 | 20 73.57 |
| 21                                              | Alice Garlisiová       | Itálie             | 112.36 | 3  | 22 38.79 | 19 73.57 |
| 22                                              | Fleur Maxwellová       | Lucembursko        | 110.59 | 9  | 17 43.64 | 24 66.95 |
| 23                                              | Christina Vassiljevová | Bulharsko          | 106.79 | 10 | 20 39.11 | 22 67.68 |
| 24                                              | Alexandra Kunovová     | Slovensko          | 105.86 |    | 23 38.67 | 23 67.19 |
| Nepostoupily do volných jízd                    |                        |                    |        |    |          |          |
| 25                                              | Anne Line Gjersemová   | Norsko             | 34.66  | 7  | 25       |          |
| 26                                              | Irina Movčanová        | Ukrajina           | 31.43  |    | 26       |          |
| 27                                              | Clara Petersová        | Irsko              | 30.91  | 8  | 27       |          |
| 28                                              | Birce Atabeyová        | Turecko            | 30.50  |    | 28       |          |
| Nepostoupily z kvalifikace do krátkého programu |                        |                    |        |    |          |          |
| 29                                              | Belinda Schönbergerová | Rakousko           |        | 11 |          |          |
| 30                                              | Nastassia Hrybková     | Bělorusko          |        | 12 |          |          |
| 31                                              | Martina Boček          | Česko              |        | 13 |          |          |
| 32                                              | Cecilia Törnová        | Finsko             |        | 14 |          |          |
| 33                                              | Marina Seehová         | Srbsko             |        | 15 |          |          |
| 34                                              | Katherine Hadfordová   | Maďarsko           |        | 16 |          |          |
| 35                                              | Georgia Glastrisová    | Řecko              |        | 17 |          |          |
| 36                                              | Sabina Măriuţă         | Rumunsko           |        | 18 |          |          |
| 37                                              | Mirna Libricová        | Chorvatsko         |        | 19 |          |          |
| WD                                              | Manouk Gijsmanová      | Nizozemsko         |        |    |          |          |

### Sportovní dvojice

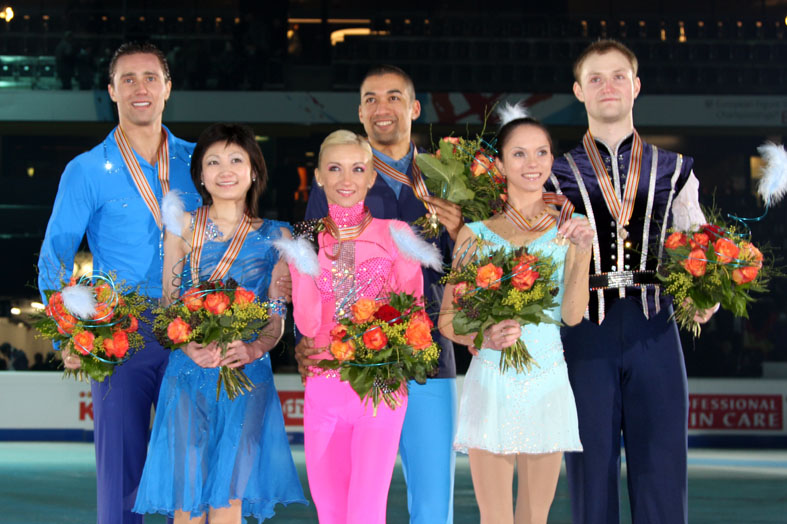
Stříbrní, zlatí a bronzoví medailisté

| Pořadí | Pár                                      | Stát               | CH     | KP       | VJ       |
| ------ | ---------------------------------------- | ------------------ | ------ | -------- | -------- |
| 1      | Aljona Savčenková / Robin Szolkowy       | Německo            | 206.20 | 1 72.31  | 2 133.89 |
| 2      | Yuko Kavagutiová / Alexandr Smirnov      | Rusko              | 203.61 | 2 69.49  | 1 134.12 |
| 3      | Věra Bazarovová / Jurij Larionov         | Rusko              | 188.24 | 3 62.89  | 3 125.35 |
| 4      | Katarina Gerboldtová / Alexandr Enbert   | Rusko              | 169.95 | 5 57.50  | 4 112.45 |
| 5      | Stefania Bertonová / Ondřej Hotárek      | Itálie             | 164.83 | 4 60.08  | 5 104.75 |
| 6      | Maylin Hauschová / Daniel Wende          | Německo            | 149.97 | 6 53.86  | 6 96.11  |
| 7      | Klára Kadlecová / Petr Bidař             | Česko              | 139.94 | 8 48.45  | 7 91.49  |
| 8      | Stacey Kempová / David King              | Spojené království | 128.04 | 7 48.46  | 9 79.58  |
| 9      | Adeline Canacová / Yannick Bonheur       | Francie            | 125.34 | 9 43.02  | 8 82.32  |
| 10     | Lubov Bakirovová / Mikalaj Kamjančuk     | Bělorusko          | 120.72 | 10 41.51 | 10 79.21 |
| 11     | Katharina Gieroková / Florian Just       | Německo            | 118.06 | 11 40.70 | 11 77.36 |
| 12     | Carolina Gillespieová / Luca Dematte     | Itálie             | 115.53 | 12 40.11 | 12 75.42 |
| 13     | Natalja Zabijaková / Sergej Kulbach      | Estonsko           | 106.47 | 14 35.01 | 13 71.46 |
| 14     | Sally Hoolinová / Jakub Šafránek         | Spojené království | 104.16 | 13 36.41 | 14 67.75 |
| 15     | Stina Martiniová / Severin Kiefer        | Rakousko           | 100.87 | 15 34.74 | 15 66.13 |
| WD     | Danielle Montalbanová / J. Krasnapolskij | Izrael             |        |          |          |

### Taneční páry
| Pořadí                                       | Pár                                             | Stát               | CH     | PR | KT       | VT       |
| -------------------------------------------- | ----------------------------------------------- | ------------------ | ------ | -- | -------- | -------- |
| 1                                            | Nathalie Péchalatová / Fabian Bourzat           | Francie            | 167.40 |    | 1 66.91  | 1 100.49 |
| 2                                            | Jekatěrina Bobrovová / Dmitrij Solovjev         | Rusko              | 161.14 |    | 2 65.46  | 2 95.68  |
| 3                                            | Sinead Kerrová / John Kerr                      | Spojené království | 157.49 |    | 3 62.87  | 3 94.62  |
| 4                                            | Jelena Ilinychová / Nikita Kacalapov            | Rusko              | 153.48 |    | 4 60.93  | 4 92.55  |
| 5                                            | Federica Faiellová / Massimo Scali              | Itálie             | 145.92 |    | 9 57.18  | 5 88.74  |
| 6                                            | Jekatěrina Rjazanovová / Ilja Tkačenko          | Rusko              | 145.05 |    | 5 60.91  | 6 84.14  |
| 7                                            | Nelli Žiganšinová / Alexander Gazsi             | Německo            | 140.69 | 2  | 7 57.82  | 7 82.87  |
| 8                                            | Nóra Hoffmannová / Maxim Zavozin                | Maďarsko           | 140.30 |    | 6 58.00  | 8 82.30  |
| 9                                            | Pernelle Carronová / Lloyd Jones                | Francie            | 135.41 |    | 8 57.23  | 10 78.18 |
| 10                                           | Lucie Myslivečková / Matěj Novák                | Česko              | 135.35 | 1  | 10 54.37 | 9 80.98  |
| 11                                           | Siobhan Heekinová-Canedyová / Alexander Šakalov | Ukrajina           | 123.27 |    | 11 49.15 | 11 74.12 |
| 12                                           | Isabella Tobiasová / Deividas Stagniūnas        | Litva              | 121.36 | 8  | 12 49.00 | 13 72.36 |
| 13                                           | Naděžda Frolenkovová / Michail Kasalo           | Ukrajina           | 120.86 |    | 13 47.73 | 12 73.13 |
| 14                                           | Penny Coomesová / Nicholas Buckland             | Spojené království | 116.47 | 3  | 18 44.78 | 14 71.69 |
| 15                                           | Sara Hurtadová / Adria Diaz                     | Španělsko          | 115.81 | 5  | 17 44.84 | 15 70.97 |
| 16                                           | Lorenza Alessandriniová / Simone Vaturi         | Itálie             | 115.35 |    | 14 47.69 | 18 67.66 |
| 17                                           | Allison Reedová / Otar Japaridze                | Gruzie             | 114.73 | 7  | 16 46.86 | 17 67.87 |
| 18                                           | Federica Testová / Christopher Mior             | Itálie             | 112.64 | 4  | 15 47.52 | 19 65.12 |
| 19                                           | Ramona Elsenerová / Florian Roost               | Švýcarsko          | 111.86 | 12 | 19 42.35 | 16 69.51 |
| 20                                           | Brooke Elizabeth Frielingová / Lionel Rumi      | Izrael             | 99.63  |    | 20 41.69 | 20 57.94 |
| Nepostoupili do volného tance                |                                                 |                    |        |    |          |          |
| 21                                           | Irina Štorková / Taavi Rand                     | Estonsko           | 38.76  | 6  | 21       |          |
| Nepostoupili z kvalifikace do krátkého tance |                                                 |                    |        |    |          |          |
| 22                                           | Nikola Višňová / Lukáš Csolley                  | Slovensko          |        | 9  |          |          |
| 23                                           | Kira Geilová / Tobias Eisenbauer                | Rakousko           |        | 10 |          |          |
| 24                                           | Zsuzsanna Nagyová / Máté Fejes                  | Maďarsko           |        | 11 |          |          |
| 25                                           | Lesja Valadzenkavová / Vitali Vakunov           | Bělorusko          |        | 13 |          |          |
| 26                                           | Henna Lindholmová / Ossi Kanervo                | Finsko             |        | 14 |          |          |
| 27                                           | Kristina Tremasovová / Dimitar Lichev           | Bulharsko          |        | 15 |          |          |